# Fellen (St. Goar)

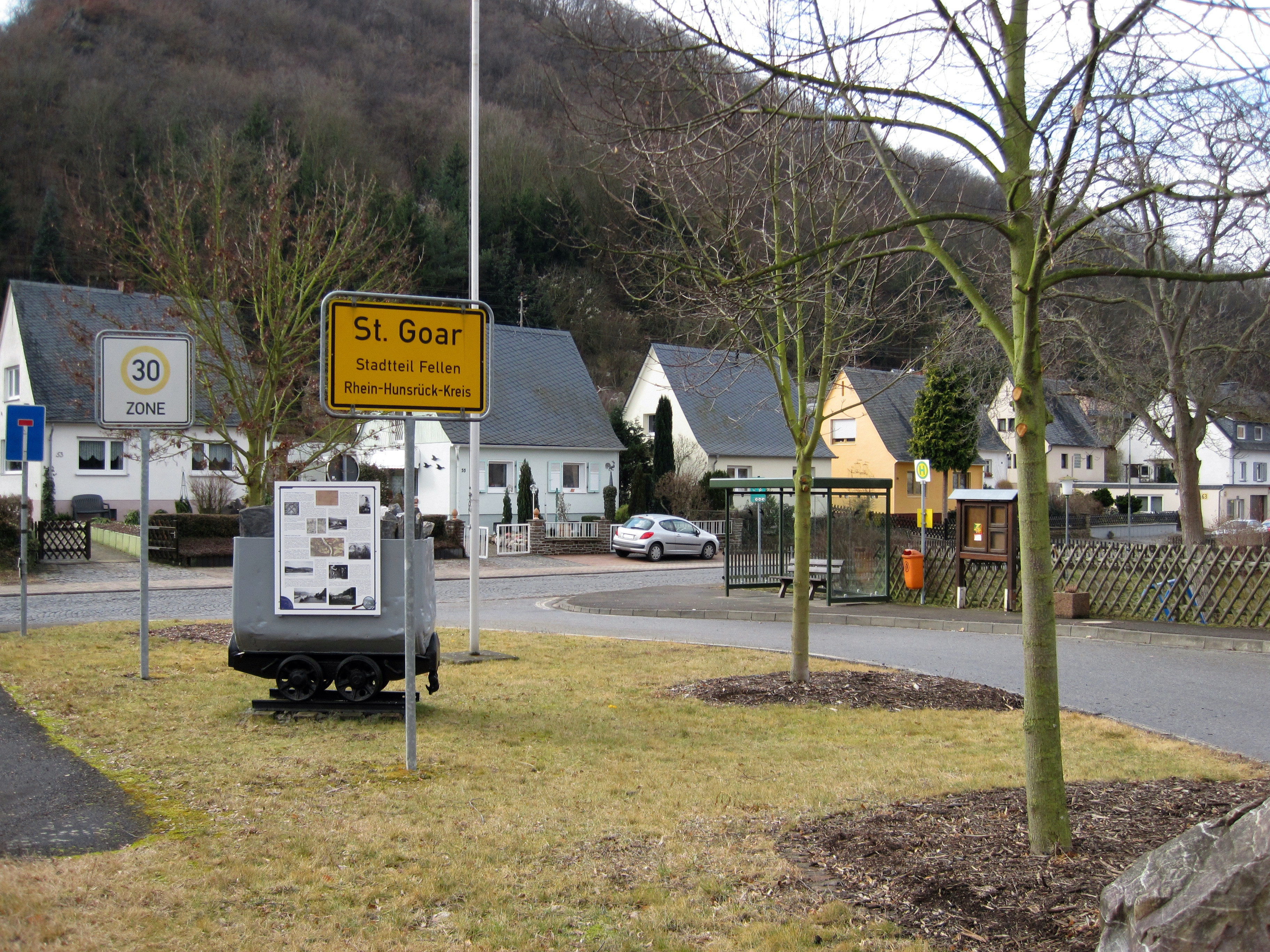
Ortseingang von Fellen.
Im Vordergrund Grubenhunt mit Informationstafel zum ehemaligen Bergbau, im Hintergrund Siedlungshäuser der ehemaligen Werkssiedlung.

Fellen ist ein Stadtteil von Sankt Goar am linken Ufer des Mittelrheins. Es liegt im UNESCO-Welterbe Oberes Mittelrheintal.

## Geographie
Zum Stadtteil gehört auch der größte Teil der Rheininsel Ehrenthaler Werth, mit Ausnahme des westlichsten Ausläufers.

## Geschichte
Die Geschichte Fellens ist unmittelbar mit der Geschichte der Blei-Zink-Erzgrube Gute Hoffnung verbunden. Im Jahr 1872 wurde in der Nähe der Grube ein Casino mit dem Namen „Erholung“ für die Beamten der Grube errichtet. Dieses war das erste Haus in Fellen. 1906 wurde ein Wohnhaus mit Schmiede erbaut, welches heute als Sängerheim dient.
Zur Unterbringung der Arbeiter und Angestellten der Grube wurde 1937/38 vom Reichsheimstättenamt eine Werkssiedlung mit 16 Siedlungshäusern errichtet.
1938 wurde die Siedlung Fellen, die bisher zu dem damals noch selbständigen Werlau gehörte, der Stadt St. Goar zugeschlagen.
Bedingt durch mangelndes Baugelände der Stadt St. Goar wuchs Fellen nach dem Krieg stark an, insbesondere Heimatvertriebene aus dem Sudetenland siedelten sich hier an.

## Politik
Fellen ist Teil des Ortsbezirks St. Goar.

## Vereine
Am 18. April 1953 wurde der „Männergesangsverein Frohsinn“ gegründet, aus dem später ein gemischter Chor hervorging, der nun allerdings ruht. Zudem gibt es die „Bürgerinitiative St. Goar – Fellen e. V.“, die sich für die Jugendförderung und für soziale Zwecke einsetzt.

## Verkehr
Der Ortsteil Fellen ist durch ein Brückenbauwerk über die Bahnstrecke an die Bundesstraße 9, die linksrheinisch das Rheintal durchläuft, angeschlossen. Der nächste Bahnhaltepunkt befindet sich in der Kernstadt von St. Goar.